# Матричный логарифм
Матричный логарифм — матрица, для которой матричная экспонента равна исходной матрице — обобщение логарифма и в некотором смысле обратная функция матричной экспоненты. Не все матрицы имеют логарифм, но те матрицы, которые имеют логарифм, могут иметь более одного логарифма. Изучение логарифмов матриц приводит к теории Ли, так как если матрица имеет логарифм, то она является элементом группы Ли, а логарифм является соответствующим элементом векторного пространства алгебры Ли.

## Определение
Матричная экспонента A определяется как:
{\displaystyle e^{A}\equiv \sum _{n=0}^{\infty }{\frac {A^{n}}{n!}}}.
Дана матрица B, другая матрица A называется матричным логарифмом от B, если eA = B. Поскольку экспоненциальная функция не является биективной для комплексных чисел (например {\displaystyle e^{\pi i}=e^{3\pi i}=-1}), числа могут иметь несколько комплексных логарифмов, и, как следствие этого, некоторые матрицы могут иметь более одного логарифма, как объясняется ниже.

## Выражение степенного ряда
Если B достаточно близка к единичной матрице, то логарифм B можно вычислить с помощью следующего степенного ряда:
{\displaystyle \log(B)=\sum _{k=1}^{\infty }{(-1)^{k+1}{\frac {(B-I)^{k}}{k}}}=(B-I)-{\frac {(B-I)^{2}}{2}}+{\frac {(B-I)^{3}}{3}}-{\frac {(B-I)^{4}}{4}}+\cdots }.
В частности, если {\displaystyle \left\|B-I\right\|<1}, то предыдущий ряд сходится и {\displaystyle e^{\log(B)}=B}.

## Пример: Логарифм вращений на плоскости
Вращение на плоскости даёт простой пример. Вращение на угол α вокруг начала координат представляется матрицей 2×2
{\displaystyle A={\begin{pmatrix}\cos(\alpha )&-\sin(\alpha )\\\sin(\alpha )&\cos(\alpha )\\\end{pmatrix}}.}
Для любого целого числа n матрица
{\displaystyle B_{n}=(\alpha +2\pi n){\begin{pmatrix}0&-1\\1&0\\\end{pmatrix}},}
является логарифмом A. 

{\displaystyle \log(A)=B_{n}~}{\displaystyle ~~e^{B_{n}}=A}

{\displaystyle e^{B_{n}}=\sum _{k=0}^{\infty }{1 \over k!}B_{n}^{k}~} где 

{\displaystyle (B_{n})^{0}=1~I_{2},}

{\displaystyle (B_{n})^{1}=(\alpha +2\pi n){\begin{pmatrix}0&-1\\+1&0\\\end{pmatrix}},}

{\displaystyle (B_{n})^{2}=(\alpha +2\pi n)^{2}{\begin{pmatrix}-1&0\\0&-1\\\end{pmatrix}},}

{\displaystyle (B_{n})^{3}=(\alpha +2\pi n)^{3}{\begin{pmatrix}0&1\\-1&0\\\end{pmatrix}},}

{\displaystyle (B_{n})^{4}=(\alpha +2\pi n)^{4}~I_{2}}

… 

{\displaystyle \sum _{k=0}^{\infty }{1 \over k!}B_{n}^{k}={\begin{pmatrix}\cos(\alpha )&-\sin(\alpha )\\\sin(\alpha )&\cos(\alpha )\\\end{pmatrix}}=A~.}

ч. т. д.
Таким образом, матрица A имеет бесконечно много логарифмов. Это соответствует тому факту, что угол поворота определяется только до кратных 2π.
На языке теории Ли матрицы вращения A являются элементами группы Ли SO(2). Соответствующие логарифмы B являются элементами алгебры Ли SO(2), которая состоит из всех кососимметричных матриц. Матрица
{\displaystyle {\begin{pmatrix}0&1\\-1&0\\\end{pmatrix}}}
является генератором алгебры Ли so(2).

## Существование
Вопрос о том, имеет ли матрица логарифм, имеет самый простой ответ, когда рассматривается в комплексной постановке. Комплексная матрица имеет логарифм тогда и только тогда, когда она является невырожденной. Логарифм не является единственным, но если матрица не имеет отрицательных действительных собственных значений, то существует единственный логарифм, собственные значения которого лежат на {z ∈ C | −π < Im z < π}. Этот логарифм известен как главный логарифм.
В реальных условиях ответ более сложен. Действительная матрица имеет действительный логарифм тогда и только тогда, когда она обратима и каждый Жорданов блок, относящийся к отрицательному собственному числу, встречается чётное число раз. Если обратимая вещественная матрица не удовлетворяет условию с Жордановыми блоками, то она имеет только невещественные логарифмы. Это можно увидеть в скалярном случае: ни одна ветвь логарифма не может быть вещественна при −1. Существование вещественных матричных логарифмов вещественных матриц размера 2×2 рассматривается в следующем разделе.

## Подстановка
Если A и B обе являются положительно определёнными матрицами, тогда
{\displaystyle \operatorname {tr} {\log {(AB)}}=\operatorname {tr} {\log {(A)}}+\operatorname {tr} {\log {(B)}}.}
Предположим, что A и B коммутируют, это означает, что AB = BA. Тогда
{\displaystyle \log {(AB)}=\log {(A)}+\log {(B)}.\,}
тогда и только тогда, когда {\displaystyle \operatorname {arg} (\mu _{j})+\operatorname {arg} (\nu _{j})\in (-\pi ,\pi ]}, где {\displaystyle \mu _{j}} является собственным вектором для {\displaystyle A} и {\displaystyle \nu _{j}} является соответственно собственным вектором для {\displaystyle B}. В частности, {\displaystyle \log(AB)=\log(A)+\log(B)}, когда A и B коммутируют и обе положительно определены. Подстановка B = A−1 в это уравнение даёт
{\displaystyle \log {(A^{-1})}=-\log {(A)}.}
Аналогично для некоммутирующих {\displaystyle A} и {\displaystyle B}, можно показать, что
{\displaystyle \log {(A+tB)}=\log {(A)}+t\int _{0}^{\infty }dz~{\frac {I}{A+zI}}B{\frac {I}{A+zI}}+O(t^{2}).}
В более общем случае, разложение ряда {\displaystyle \log {(A+tB)}} по степеням {\displaystyle t} можно получить, используя интегральное определение логарифма
{\displaystyle \log {(X+\lambda I)}-\log {(X)}=\int _{0}^{\lambda }dz{\frac {I}{X+zI}},}
применимо к {\displaystyle X=A} и {\displaystyle X=A+tB} в пределе {\displaystyle \lambda \rightarrow \infty }.

## Дополнительный пример: Логарифм вращений в трёхмерном пространстве
Вращение R ∈ SO(3) в ℝ³ задается с помощью ортогональной матрицы размерности 3×3.
Логарифм такой матрицы вращения R можно легко вычислить из антисимметричной части формулы поворота Родрига, явно выраженной с помощью угла поворота вокруг оси. Таким образом, получим логарифм с минимальной нормой Фробениуса, но это не работает, когда R имеет собственные значения, равные −1, где это не уникально.
Далее заметим, что, учитывая матрицы вращения A и B, геодезическое расстояние на трёхмерном многообразии матриц вращения
{\displaystyle d_{g}(A,B):=\|\log(A^{\top }B)\|_{F}}.

## Вычисление логарифма диагонализируемой матрицы
Метод нахождения ln A для диагонализируемой матрицы A заключается в следующем:
Найдём матрицу V собственных векторов A (каждый столбец V является собственным вектором A).
Найдём невырожденную матрицу V−1 от V.
Пусть
{\displaystyle A'=V^{-1}AV.\,}
Тогда A будет диагональной матрицей, диагональные элементы которой являются собственными значениями A.
Заменим каждый диагональный элемент A на его (натуральный) логарифм, чтобы получить {\displaystyle \log A'}.
Тогда
{\displaystyle \log A=V(\log A')V^{-1}.\,}
То, что логарифм A может быть комплексной матрицей, даже если A вещественная, следует из того, что матрица с вещественными и положительными элементами может иметь отрицательные или даже комплексные собственные значения (это верно, например, для матрицы поворота). Неединственность логарифма матрицы следует из неединственности логарифма комплексного числа.

## Логарифм недиагонализуемой матрицы
Алгоритм, проиллюстрированный выше, не работает для недиагонализуемых матриц, таких как
{\displaystyle {\begin{bmatrix}1&1\\0&1\end{bmatrix}}.}
Для таких матриц нужно найти её нормальную форму Жордана и вместо вычисления логарифма диагональных элементов, как указано выше, можно было бы вычислить логарифм Жордановой матрицы.
Последнее достигается, если заметить, что можно записать жорданов блок в виде
{\displaystyle B={\begin{pmatrix}\lambda &1&0&0&\cdots &0\\0&\lambda &1&0&\cdots &0\\0&0&\lambda &1&\cdots &0\\\vdots &\vdots &\vdots &\ddots &\ddots &\vdots \\0&0&0&0&\lambda &1\\0&0&0&0&0&\lambda \\\end{pmatrix}}=\lambda {\begin{pmatrix}1&\lambda ^{-1}&0&0&\cdots &0\\0&1&\lambda ^{-1}&0&\cdots &0\\0&0&1&\lambda ^{-1}&\cdots &0\\\vdots &\vdots &\vdots &\ddots &\ddots &\vdots \\0&0&0&0&1&\lambda ^{-1}\\0&0&0&0&0&1\\\end{pmatrix}}=\lambda (I+K)}
где K — матрица с нулями на главной диагонали и под ней. (Число является ненулевым в предположении, что матрица, логарифм которой пытаются взять, невырождена.)
Затем, по ряду Меркатора
{\displaystyle \log(1+x)=x-{\frac {x^{2}}{2}}+{\frac {x^{3}}{3}}-{\frac {x^{4}}{4}}+\cdots }
получаем
{\displaystyle \log B=\log {\big (}\lambda (I+K){\big )}=\log(\lambda I)+\log(I+K)=(\log \lambda )I+K-{\frac {K^{2}}{2}}+{\frac {K^{3}}{3}}-{\frac {K^{4}}{4}}+\cdots }
Этот ряд имеет конечное число членов (Km равен нулю, если m — размерность K), и поэтому ряд сходится.
Используя этот подход, можно найти
{\displaystyle \log {\begin{bmatrix}1&1\\0&1\end{bmatrix}}={\begin{bmatrix}0&1\\0&0\end{bmatrix}}.}

## Перспектива функционального анализа
Квадратная матрица представляет собой линейное отображение на евклидово пространство Rn, где n — это размерность матрицы. Поскольку такое пространство является конечномерным, этот оператор фактически является ограниченным.
Используя инструменты голоморфного функционального исчисления, учитывая что голоморфная функция f определена на открытом множестве в комплексной плоскости и линейный оператор T ограничен, можно рассчитать f(T) до тех пор, пока f определена на спектре T.
Функция f(z)=log z может быть определена на любом односвязном пространстве открытого множества в комплексной плоскости, не содержащем начало координат, и она голоморфна на такой области. Это означает, что можно определить ln T до тех пор, пока спектр T не содержит начало координат и существует путь из начала координат в бесконечность, не пересекающий спектр T (например, если спектр T представляет собой круг с началом координат внутри него, то невозможно определить ln T).
Спектр линейного оператора на Rn — это множество собственных значений его матрицы, и поэтому является конечным множеством. Пока начало координат не находится в спектре (матрица невырождена), условие пути из предыдущего раздела выполняется, и ln T однозначно определено. Неединственность матричного логарифма следует из того, что можно выбрать более одной ветви логарифма, который определён на множестве собственных значений матрицы.

## Перспектива теории групп Ли
В теории групп Ли существует экспоненциальное отображение из алгебры Ли {\displaystyle {\mathfrak {g}}} к соответствующей группе Ли G
{\displaystyle \exp :{\mathfrak {g}}\rightarrow G.}
Для матричных групп Ли элементы {\displaystyle {\mathfrak {g}}} и G являются квадратными матрицами, а экспоненциальное отображение задаётся как экспонента матрицы. Обратное отображение {\displaystyle \log =\exp ^{-1}} является многозначным и совпадает с обсуждаемым здесь матричным логарифмом. Отображение логарифма отображается из группы Ли G в алгебру Ли {\displaystyle {\mathfrak {g}}}.
Обратите внимание, что экспоненциальное отображение является локальным диффеоморфизмом между окрестностью U нулевой матрицы {\displaystyle {\underline {0}}\in {\mathfrak {g}}} и окрестностью V для единичной матрицы {\displaystyle {\underline {1}}\in G}.
Таким образом, (матричный) логарифм однозначно определён как отображение,
{\displaystyle \log :G\supset V\rightarrow U\subset {\mathfrak {g}}.}
Важным следствием формулы Якоби является
{\displaystyle \log(\det(A))=\mathrm {tr} (\log A)~.}

## Ограничения в случае 2 × 2
Если вещественная матрица 2 × 2 имеет отрицательный определитель, она не имеет действительного логарифма. Прежде всего заметим, что любую вещественную матрицу 2 × 2 можно рассматривать как один из трёх типов комплексного числа z = x + y ε, где ε² ∈ { −1, 0, +1 }. z является точкой на комплексной подплоскости кольца матриц.
Случай, когда определитель отрицателен, возникает только в плоскости с ε² =+1, то есть в плоскости гиперболических чисел. Только одна четверть этой плоскости является образом экспоненциального отображения, поэтому логарифм определяется только в этой четверти (квадранте). Остальные три квадранта являются образами этого квадранта при четверной группе Клейна, порождённой ε и −1.
Например, пусть a = log 2 ; тогда cosh a = 5/4 и sinh a = 3/4.
Для матриц это означает, что
{\displaystyle A=\exp {\begin{pmatrix}0&a\\a&0\end{pmatrix}}={\begin{pmatrix}\cosh a&\sinh a\\\sinh a&\cosh a\end{pmatrix}}={\begin{pmatrix}1.25&.75\\.75&1.25\end{pmatrix}}}.
Итак, эта последняя матрица имеет логарифм:
{\displaystyle \log A={\begin{pmatrix}0&\log 2\\\log 2&0\end{pmatrix}}}.
Однако эти матрицы не имеют логарифма:
{\displaystyle {\begin{pmatrix}3/4&5/4\\5/4&3/4\end{pmatrix}},\ {\begin{pmatrix}-3/4&-5/4\\-5/4&-3/4\end{pmatrix}},\ {\begin{pmatrix}-5/4&-3/4\\-3/4&-5/4\end{pmatrix}}}.
Они представляют три других сопряжения четверной группы матрицы выше, которая имеет логарифм.
Невырожденная матрица 2 x 2 не обязательно имеет логарифм, но она сопряжена по четверной группе с матрицей, которая имеет логарифм.
Из этого также следует, что, например, квадратный корень из матрицы 2x2 A можно получить непосредственно из возведения в степень (logA)/2,
{\displaystyle {\sqrt {A}}={\begin{pmatrix}\cosh((\log 2)/2)&\sinh((\log 2)/2)\\\sinh((\log 2)/2)&\cosh((\log 2)/2)\end{pmatrix}}={\begin{pmatrix}1.06&.35\\.35&1.06\end{pmatrix}}~.}
Для лучшего примера возьмём пифагорову тройку (p, q, r)
и пусть a = log(p + r) − log q. Тогда
{\displaystyle e^{a}={\frac {p+r}{q}}=\cosh a+\sinh a}.
Теперь
{\displaystyle \exp {\begin{pmatrix}0&a\\a&0\end{pmatrix}}={\begin{pmatrix}r/q&p/q\\p/q&r/q\end{pmatrix}}}.
И тогда
{\displaystyle {\tfrac {1}{q}}{\begin{pmatrix}r&p\\p&r\end{pmatrix}}}
имеет матричный логарифм
{\displaystyle {\begin{pmatrix}0&a\\a&0\end{pmatrix}}} ,
где  a = log(p + r) − log q.